# Elementi del periodo 4
Un elemento del periodo 4 è uno quegli elementi chimici nella quarta riga (o periodo) della tavola periodica degli elementi.
Questi sono:
| Gruppo   | 1    | 2     | 3     | 4     | 5    | 6     | 7     | 8     | 9     | 10    | 11    | 12    | 13    | 14    | 15    | 16    | 17    | 18    |
| № Nome   | 19 K | 20 Ca | 21 Sc | 22 Ti | 23 V | 24 Cr | 25 Mn | 26 Fe | 27 Co | 28 Ni | 29 Cu | 30 Zn | 31 Ga | 32 Ge | 33 As | 34 Se | 35 Br | 36 Kr |
| e−-conf. |      |       |       |       |      |       |       |       |       |       |       |       |       |       |       |       |       |       |

| Metalli alcalini            | Metalli alcalino terrosi | Lantanoidi  | Attinoidi | Metalli di transizione |
| Metalli di post-transizione | Metalloidi               | Non metalli | Alogeni   | Gas nobili             |

Elementi del periodo 1 –
Elementi del periodo 2 –
Elementi del periodo 3 –
Elementi del periodo 4 –
Elementi del periodo 5 –
Elementi del periodo 6 –
Elementi del periodo 7 –
Elementi del periodo 8